# Stéphane Claireaux
Pour les articles homonymes, voir Claireaux.
Stéphane Claireaux, né le 23 juin 1964 dans la commune de Saint-Pierre (Saint-Pierre-et-Miquelon), est un homme politique français.

## Biographie

### Origines
Stéphane Claireaux est originaire de l’archipel et fils d’un ancien journaliste de Radio France Outre-mer (RFO).

### Formation
Stéphane Claireaux suit sa scolarité à Saint-Pierre, mais passe son baccalauréat au lycée du Sacré-Cœur à Aix-en-Provence. Il poursuit et obtient son BTS communication et actions publicitaires à l'Institut commercial supérieur Eudine à Caen. 

### Carrière professionnelle
Il retourne à l'issue de ses études à Saint-Pierre, où il travaille successivement comme agent de promotion à l'Agence régionale du tourisme, comme chef de cabinet du président du Conseil général, et comme responsable de la Régie publicitaire de la station locale RFO. En 1999, il crée son entreprise en communication, Azimuts sarl.

### Parcours politique
Stéphane Claireaux est membre du parti politique local de Saint-Pierre-et-Miquelon Cap sur l'avenir, qui est proche du Parti radical de gauche (PRG) jusqu'à la fusion de ce dernier au sein du Mouvement radical (MR), en 2017.
Il devient attaché parlementaire de la députée Annick Girardin à la suite de son élection en 2007. Lorsqu’Annick Girardin devient secrétaire d'État dans le gouvernement Valls le 9 avril 2014, sa suppléante, Catherine Pen, qui doit lui succéder à l'Assemblée nationale, remet sa démission, invoquant des raisons de santé.
Lors de l'élection législative partielle provoquée par cette démission, le 29 juin 2014, Annick Girardin se présente avec Stéphane Claireaux comme suppléant. Ils sont élus au premier tour, avec 59,9 % des voix. Annick Girardin demeurant au gouvernement, Stéphane Claireaux intègre les bancs de l'Assemblée nationale un mois après, le 30 juillet, et rejoint le groupe RRDP, à sensibilité radicale de gauche.
Stéphane Claireaux est de nouveau suppléant d'Annick Girardin lors des élections législatives de juin 2017. Celle-ci restant au gouvernement, il redevient député en juillet 2017, et appartient depuis au sein du groupe LREM. En outre, il est membre de la délégation aux outre-mer, vice-président des groupes d'étude « Iles d'Amérique du Nord et Clipperton » et « Économie maritime » ainsi que vice-président des groupes d'amitiés France-Canada et France-Islande.
Entre janvier et juin 2019, il est co-rapporteur, avec la députée UDI de Polynésie française Maina Sage, d'un rapport d'information sur la production cinématographique et audiovisuelle dans les outre-mer.
En juin 2019, il rejoint le « Collectif social-démocrate », groupe d'une vingtaine de députés de l'aile gauche du groupe LREM, constitué le même mois.
En septembre 2019, avec d'autres députés de l'aile gauche du groupe LREM, il signe une tribune appelant à répartir les migrants dans les zones rurales en pénurie de main-d'œuvre.
Le 24 novembre 2020, il fait partie des dix députés LREM à voter contre la proposition de loi relative à la sécurité globale.
Le 9 janvier 2022, lors d'une manifestation contre le passe sanitaire, il est victime de jets de terre, d'algues et de pierres devant son domicile. La ministre de la Mer Annick Girardin, le ministre des Outre-mer Sébastien Lecornu et le président de l'Assemblée nationale Richard Ferrand condamnent l'incident tandis que les manifestants affirment avoir été provoqués et insultés par le député.